# Wolfgang Knabe (Kulturwissenschaftler)

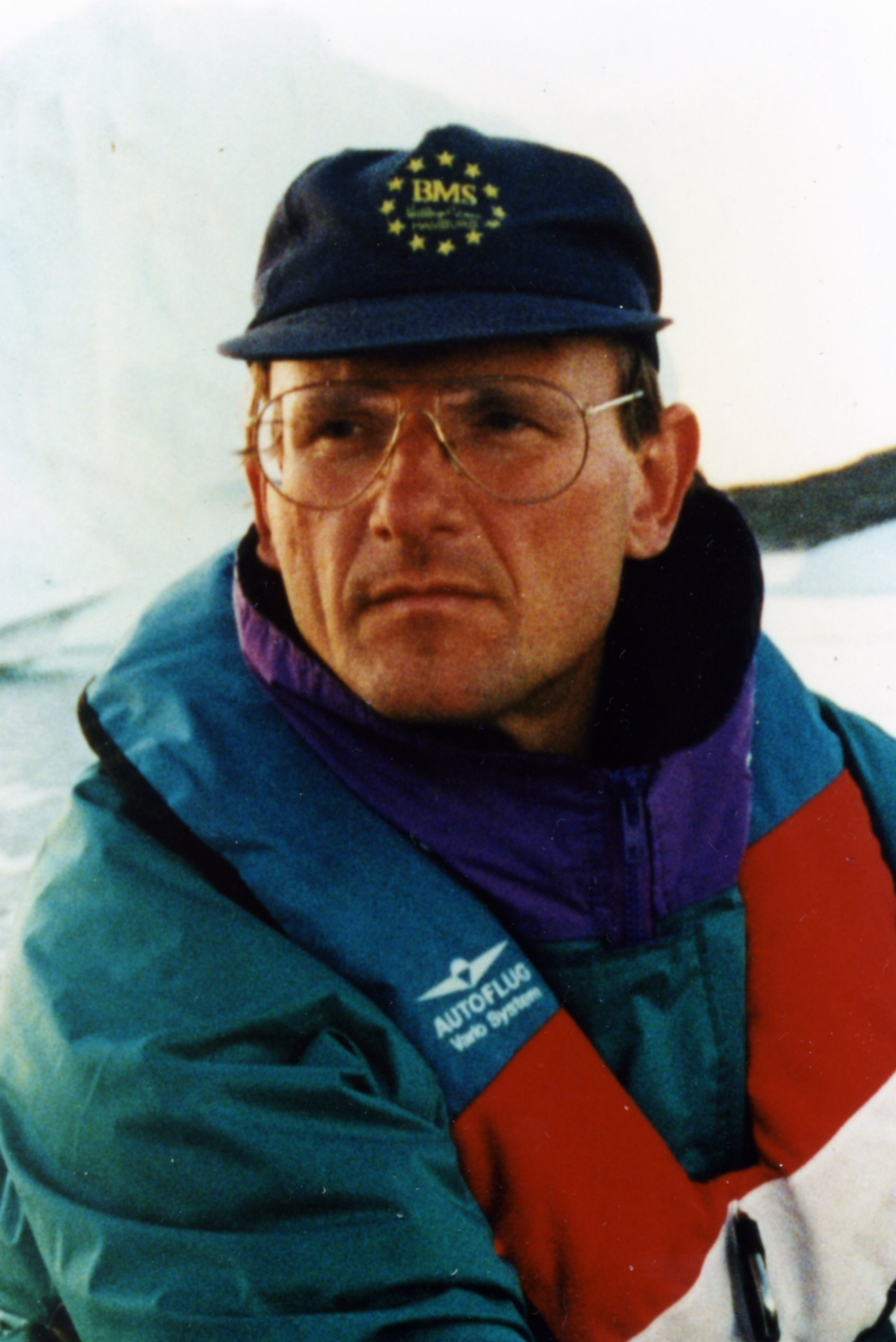
Wolfgang Knabe auf der Labrador-Expedition (1996)

Wolfgang Knabe (* 1950 in Düsseldorf) ist ein deutscher Kulturwissenschaftler und Expeditionsleiter.

## Leben
Wolfgang Knabe studierte an der Universität Köln Soziologie, Politische Wissenschaft, Geographie, Ethnologie, Pädagogik und Psychologie. Er wurde 1977 zum Dr. phil. mit der Bewertung „opus valde laudabile“ (‚ein sehr löbliches Werk‘) über das von ihm entdeckte und auf drei Expeditionen wissenschaftlich erforschte Bergvolk der Márias im Dekkan-Hochland in Indien promoviert. Weitere Forschungsaufenthalte führten ihn durch die Kawir- und die Lutwüste im Iran, durch Zentral- und Nord-Afghanistan sowie Pakistanisch-Belutschistan.
1979 wurde Knabe Akademischer Rat im Fach Soziologie an der Universität Augsburg. Drei Jahre später übernahm er das Referat II Kultur/Öffentlichkeitsarbeit beim Präsidenten des Bayerischen Landtags und vier Jahre später wechselte er als Kulturwissenschaftler zur Bayerischen Akademie der Wissenschaften. Hier gründete er mit Hermann Kellenbenz die Augsburger Forschungsgruppe e. V., die heute Mercator-Forschungsgruppe e. V. heißt.
Im Jahre 1990 erhielt Knabe für seine Forschungen auf dem Gebiet der historischen Migration den Ehrendoktortitel an der Berliner Akademie der Wissenschaften. In den vorangegangenen drei Jahren hatte Knabe in Eigenarbeit das Forschungsschiff Mercator (Heimathafen Hamburg) gebaut. Es wurde zur Arbeitsplattform für seine maritim gestützten Feldforschungen im Atlantik, Pazifik und im Indischen Ozean. Nach seiner Expedition auf den Spuren der ersten und einzigen deutschen Handelsfahrt deutscher Kaufleute (1505/1506) in einer portugiesischen Flotte entlang der indischen Westküste wurde Knabe aufgrund seines Forschungsschwerpunktes „Historische Migration“ 1993 auf Anforderung des Wissenschaftsministeriums von Mecklenburg-Vorpommern an die Universität Greifswald abgeordnet. Es folgten Tätigkeiten an der Pennsylvania State University in den Vereinigten Staaten und an der Universität Duisburg.
1995 und 1996 fanden Knabes Mercator-Expeditionen entlang der Küsten von Nova Scotia und Labrador (Kanada) statt. Ab 1999 bereitete er die Mercator-Pazifik-Expedition vor, die ihn von 2003 bis 2005 jeweils sechs bis sieben Monate durch die pazifische Inselwelt der Tuamotus und der Gesellschaftsinseln führte. Aufgrund seiner maritimen Leistungen wurde Knabe 2006 in Papeete zum Ehrenmitglied der „Flotte de Polynésie Francaise“ (IYFR) ernannt.
Im Jahr 2005 konzipierte Knabe im Auftrag der Bayerischen Staatskanzlei anlässlich des 500. Jubiläums der deutsch-indischen Handelsbeziehungen den weltweit größten historischen Globus. Dieser Globus wurde zunächst auf dem Marstallplatz in München aufgestellt und beherbergte im Inneren die Ausstellung 500 Jahre Handel Bayern – Indien. Zwei Jahre später, im Jahre 2007, wurde der Globus in die Stadt Königsbrunn bei Augsburg verlegt. Dort erhielt er den Namen „Mercateum“ und dient seither als Fernhandelsmuseum. Die Ausstellung im Inneren des Mercateum thematisiert den Fernhandel über die sogenannte „Straße nach Italien“ sowie den Augsburger Handel mit Indien.
2009 hielt sich Knabe auf Einladung der Regierung von Namibia zu Forschungszwecken im Diamantensperrgebiet im südlichen Namibia auf, um das von dem südafrikanischen Archäologen Dieter Noli entdeckte Wrack der Karavelle Bom Jesus von 1533 mit süddeutschen Handelswaren an Bord in Augenschein zu nehmen. Nach zweijähriger wissenschaftlicher Forschung entschlüsselten Knabe und Noli in internationaler Zusammenarbeit die letzte Fahrt dieses Indienseglers.
2016 gründeten Knabe und seine Frau Edith für ihren Freund, den Unternehmer Hermann Messerschmidt, die Hermann Messerschmidt Kulturerbe-Stiftung mit Sitz in Königsbrunn. Seit 2016 leitet Knabe als Vorstandsvorsitzender dieser Stiftung die Rettung des aus dem frühen 16. Jahrhundert stammenden sogenannten Staudenschlosses in Mickhausen im Landkreis Augsburg-

## Mercator-Expeditionen
- 1987–1990: Bau eines kleinen hochseetüchtigen Schiffes für den Einsatz als Forschungsplattform an entlegenen Küstenregionen, am 22. März 1990 vom Augsburger Oberbürgermeister auf den Namen Mercator getauft. Auswärtiges Amt, Eintrag als Forschungsschiff im Hamburger Seeschiffsregister.
- 1992: „Mercator-Indien-Expedition“: „Das Handelsnetz schwäbischer und fränkischer Kaufleute an der indischen Westküste im 16. Jahrhundert“ – 2000 Seemeilen.
- 1995: „Mercator-Neuschottland-Expedition“: „Auf den Spuren deutschsprachiger Siedler des 18. und 19. Jahrhunderts“ – 3500 Seemeilen.
- 1996: „Mercator-Labrador-Expedition“: „Auf den Spuren deutscher Entdecker, Siedler und Missionare des 15.-18. Jahrhunderts“ – 6100 Seemeilen.
- 2003–2005: „Mercator-Pazifik-Expedition“: „Augsburger Kaufleute und die erste Handelsfahrt in den Pazifik 1525“ – 7652 Seemeilen.

## Veröffentlichungen
- Untersuchungen über die Grundlagen der Mária-Religion – Kulturanalyse eines Stammes auf der Wirtschaftsstufe der frühen Rodungsbauern im Dekkan-Hochland/Indien. Düsseldorf 1978, DNB 790880342 (Köln, Univ., Philos. Fak., Diss., 1977).
- Aufbruch in die Ferne, Deutsche Auswanderungen zwischen 1803 und 1914 am Beispiel Bayerisch-Schwaben. 1. Auflage. Augsburg 1990, ISBN 3-928851-00-4; 2. Auflage. Bonn / Berlin 1992, ISBN 3-922131-85-9.
- Die neue Heimat nimmt sie auf. Deutsche Einwanderungen in Amerika, Afrika, Asien und Australien zwischen 1800 und 1914. 1. Auflage. Augsburg 1991, ISBN 3-928851-01-2; 2. Auflage. Bonn / Berlin 1992, ISBN 3-922131-86-7.
- Auf den Spuren der ersten deutschen Kaufleute in Indien – Forschungsexpedition mit der Mercator entlang der Westküste und zu den Aminen. Anhausen 1993, ISBN 3-929720-01-9.
- Zwischen Eis und Ewigkeit – Mit der Mercator auf den Spuren der ersten deutschsprachigen Auswanderer in Labrador, Neuschottland und Neufundland. Reutlingen 1997, ISBN 3-88627-197-8.
- Die Alte Straße und der Fluss – 4000 Jahre Fernhandel über die Straße nach Italien. Horb am Neckar 2007, ISBN 978-3-86595-181-6.
- 500 Jahre Handel Bayern – Indien. W. Knabe, München 2005, DNB 994448228.
- mit Dieter Noli: Die versunkenen Schätze der Bom Jesus – Sensationsfund eines Indienseglers aus der Frühzeit des Welthandels. Berlin 2012, ISBN 978-3-89479-732-4.
- Nelken und Muskat – Auf den Spuren eines Kauffahrers der Fugger, der im Jahre 1526 Entdeckungsgeschichte schrieb. Fürst Fugger Privatbank, München 2020, OCLC 1344254202.

## Expeditionen in ARD und ZDF
- Die ersten Teutschen, die India suchen, 2 × 60 Minuten BR-Produktion, Erstsendung ARTE 1993, BR 1994, 3Sat 1995, BR 1997.
- Labrador – Küste der Verlorenen, 45-Minuten ZDF-Produktion, Erstsendung 1997, (6,8 Mio. Zuschauer), 3Sat 1998, Phönix 1998, 3Sat 2000.
- Letzte Hoffnung – Kurs nach Westen, 45-Minuten ZDF-Produktion, Erstsendung 1998, (6,3 Mio. Zuschauer), 3Sat 1998, Phönix 1998, 3Sat 2000.
- Beitrag in: Auf Geheimfahrt nach Amerika, 45-Minuten ZDF-Produktion, Erstsendung Arte 2001, ZDF 2001 (5,5 Mio. Zuschauer), 3Sat 2002, Phönix 2002.